# Jemanželinsk
Jemanželinsk (rusky Еманжелинск) je město v Čeljabinské oblasti v Ruské federaci. Leží na východním kraji jižního Uralu při ústí říčky Jemanželinky do Velkého Sarykulu. V roce 2010 v něm žilo zhruba třicet tisíc obyvatel.
Přes město vede železniční trať z Čeljabinsku do Orsku.

## Rodáci
- Jevgenij Ilgizovič Barejev (* 1966), šachista
- Irina Shayk (* 1986), modelka